# Sichte

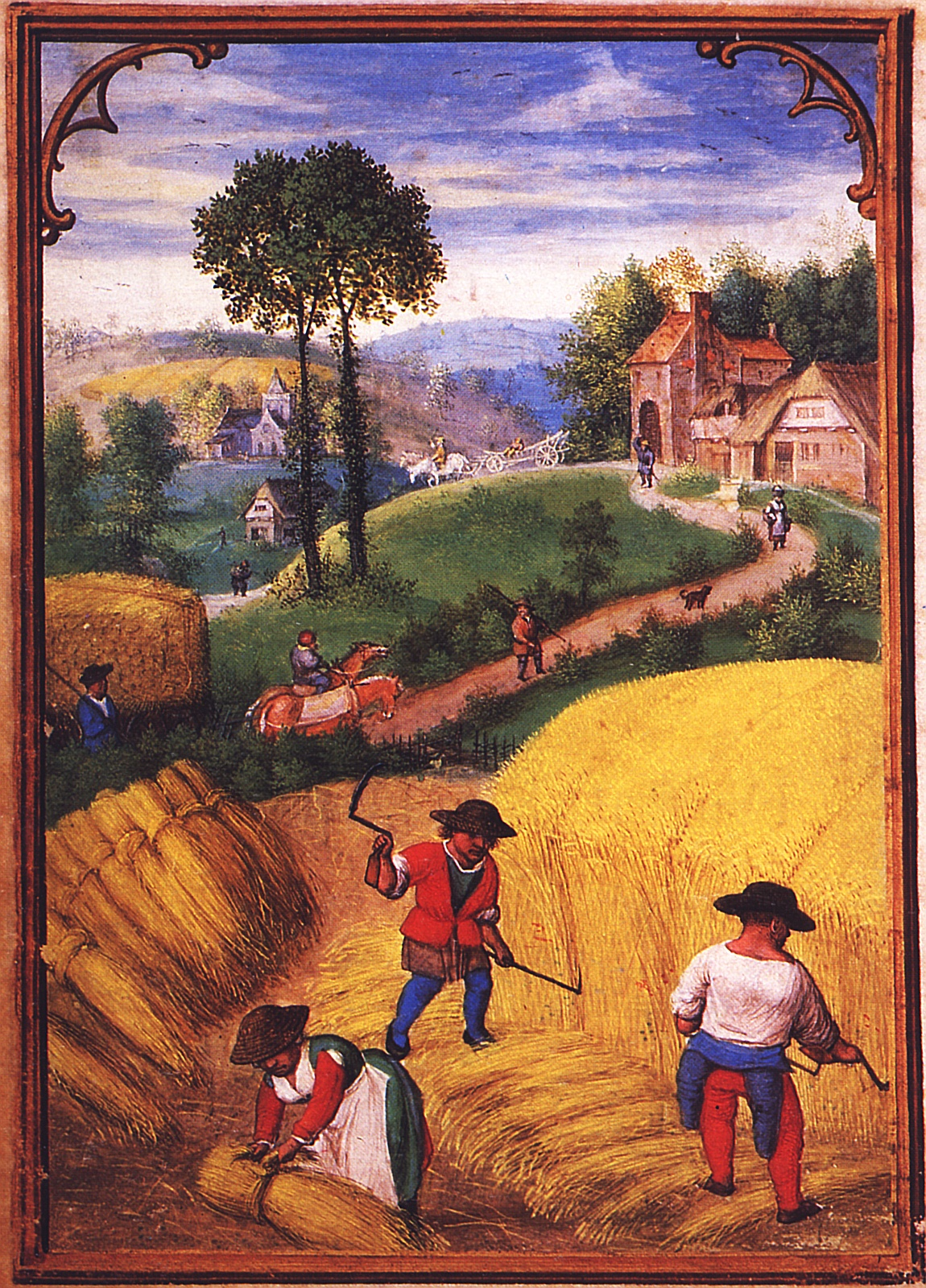
Getreidemahd mit der Sichte und Binden der Garben, Gemälde von Simon Bening, um 1550

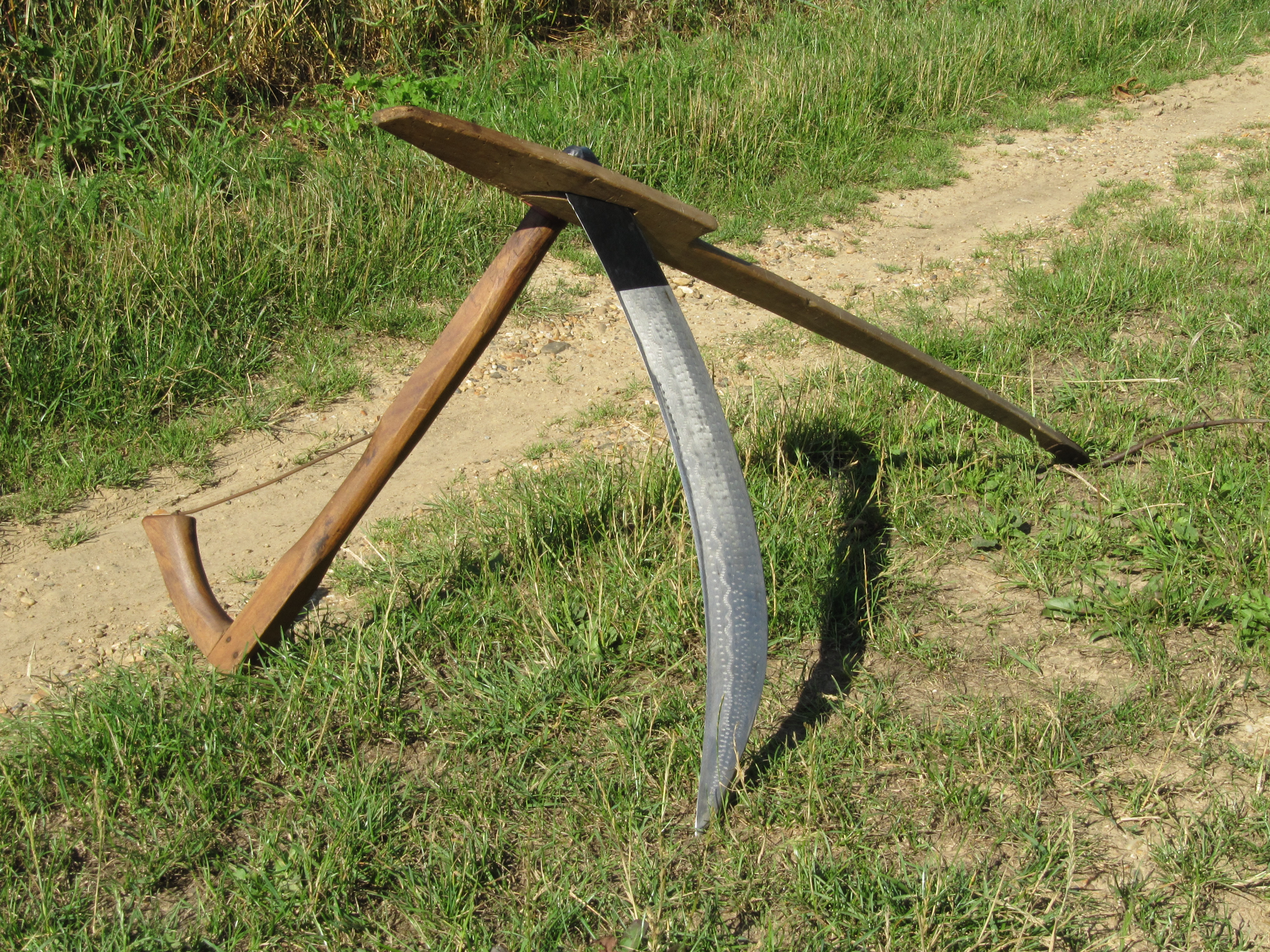
Sichte mit noch sichtbaren Schmiedemarken, aufgestellt im Mahdhaken

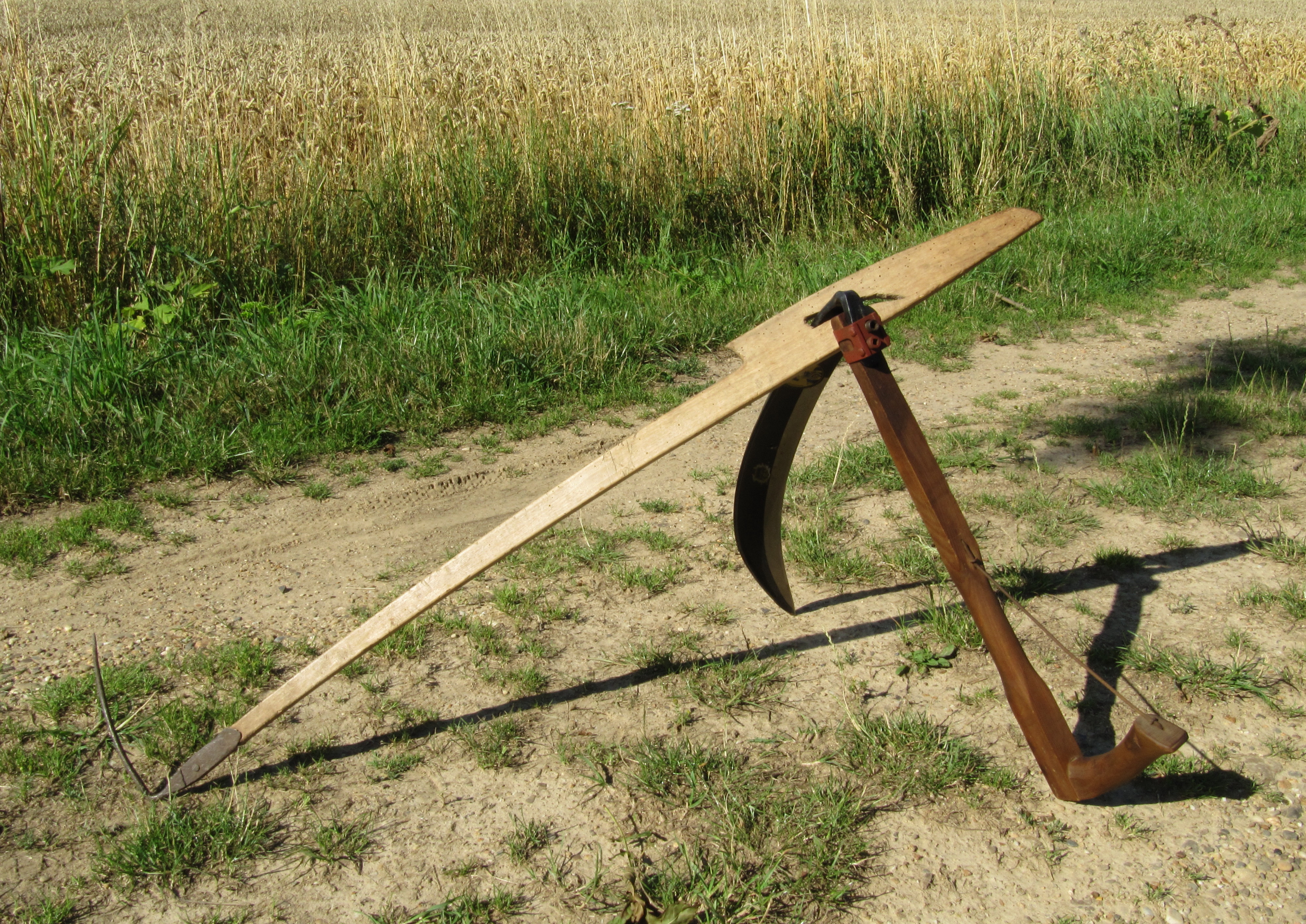
Sichte mit Mahdhaken (von hinten)

Die Sichte, auch Hausichte, Siget oder Kniesense genannt, ist zusammen mit dem zugehörigen  Mahdhaken ein Handwerkzeug zum Mähen von Getreide. 

## Geschichte
Zusammen mit dem für die Arbeit mit ihr notwendigen Mahdhaken sind Sichten bereits auf spätmittelalterlichen Miniaturen abgebildet. Offen ist aber, ob es eine Übergangsform zwischen der Sichel und der Sichte gab. Es finden sich Abbildungen unklarer Abbildungstreue sowohl von Sicheln mit einem aufrecht stehenden, kurzen Stiel als auch von regelrechten Sichten, die aber nicht über das sensenartige, nur leicht geschwungene Blatt der modernen Ausführungen der Sichte, sondern ein halbmondförmiges Blatt ähnlich dem einer Sichel verfügen. Aufgrund der Mechanisierung der Getreideernte, insbesondere seit Einführung des Mähbinders und der später erscheinenden Mähdrescher, ist die Sichte in der landwirtschaftlichen Praxis bedeutungslos geworden.

## Ausführung und Arbeitstechnik
Das verhältnismäßig kurze Blatt der Sichte ähnelt dem einer Sense, besitzt aber einen anderen Winkel zwischen Blatt und Hamme. Der Stiel der Sichte ist lediglich armlang mit nur einem kurzen Griff am oberen Ende. Das Schärfen des Sichtenblattes erfolgt wie bei der Sense durch Dengeln und Wetzen. 
Die Sichte wird mit der rechten Hand am Griff gehalten, das Mähen erfolgt in leicht gebückter Haltung durch eine schwingende Bewegung in das Mähgut. Hierbei werden mit dem zur Sichte zugehörigen Mahdhaken, einem geschmiedeten Haken an einem eisernen oder hölzernen Stiel, die zu mähenden Getreidehalme abgeteilt und gegen das vorerst noch stehenbleibende Getreide gedrückt. Der Mahdhaken dient ferner nach dem einzelnen Schnittvorgang dazu, das gemähte Getreide  zusammenzuraffen und beiseite zu ziehen. Im Mahdhakenstiel ist teilweise eine Aussparung eingearbeitet, in dem die Sichte durchgesteckt werden kann, um sie entweder auf dem Feld abzustellen oder zum Transport zu schultern. Bei den Mahdhaken gibt es größere Unterschiede in der Bauart als bei der Sichte selbst. Im Wesentlichen lassen sich drei verschiedenen Grundbauformen feststellen: den geraden, rechtwinklig zum Stiel abstehenden Haken sowie den konvex oder konkav gebogenen Haken.

## Vergleich zu anderen Handwerkzeugen für die Getreideernte
Vorteil der Getreidemahd mit der Sichte gegenüber der Sense ist, dass die Halme und Ähren gleichmäßiger und unverwirrter nebeneinander zu liegen kommen und damit das Ausdreschen erleichtert wird; im Vergleich zur insoweit noch vorteilhafteren Sichel ist der Strohertrag durch die geringere Stoppelhöhe höher. Mit der Sichte erzielt man eine geringere Flächenleistung als beim Mähen des Getreides mit der Sense. Andererseits läuft der Arbeitsvorgang kräfteschonender ab. Im Gegensatz zum Vorgang bei Sense und Sichel erfolgt die reine Schnittbewegung durch den eigenen Schwung des Arbeitsgerätes, das vom Arbeiter lediglich aktiv zurück bewegt werden muss.